# Françoise Marie
Françoise Marie est une réalisatrice française de documentaires.

## Biographie
Après des études sur la prise de vue et le montage, Françoise Marie commence sa carrière auprès de chefs opérateurs.
Elle est connue notamment pour la série documentaire qu'elle a réalisée à partir de 2011 sur les « petits rats » de l'Opéra de Paris, Graines d'étoiles, (diffusée sur Arte).

## Filmographie

### Courts métrages

#### Scénariste
(Réalisation : Snaï Interlégator)
- 1997 : Elles sortent de leurs coquilles
- 1997 : Le collège fait école
- 1997 : Un blé grand cru
- 1997 : Au pays de cocagne
- 1997 : File la laine, tisse les liens
- 1998 : Un troupeau sans paysans
- 1998 : Qu'elle est verte ma vallée
- 1998 : Internet sur les crêtes
- 1998 : Un mousquetaire au village
- 1998 : Une ferme s'ouvre

(Réalisation ou coréalisation : Françoise Marie)
- 1998 : Portraits de campagne
- 1998 : La vie est un roman
- 1998 : Lire... à petits points
- 1998 : Nous irons tous au bois
- 2000 : Petites Histoires de reins du tout
- 2002 : Martin Parr
- 2008 : Belleville la vie !

### Longs métrages
- 2006 : On dirait que...

### Série télévisée
- 2011-2022 : Graines d'étoiles[5]